# Telescopio riflettore
Il telescopio riflettore è un tipo di telescopio che raccoglie la luce per mezzo di un obiettivo a specchio concavo, di forma più frequentemente (ma non esclusivamente) parabolica, concentrandola nel fuoco, dal quale può essere osservata, fotografata o analizzata, mediante strumenti ed altri accessori e specchi, a seconda delle varie configurazioni.
Più semplici da costruire e più efficaci rispetto ai telescopi rifrattori, i riflettori sono ad oggi i telescopi più utilizzati per l'osservazione oculare, ma anche per gli strumenti spaziali di ripresa, come il T.S. Hubble.
Lo specchio, ottenuto per asportazione da un unico blocco di vetro cilindrico, successivamente argentato o alluminato, può raggiungere dimensioni impensabili per un rifrattore, come nel caso del russo BTA-6 a Zelenciukskaja nel Caucaso di 6 metri di diametro, ma oltre le quali i problemi tecnici insormontabili tendono a far peggiorare la qualità dell'immagine anziché aumentarla.

## Il vetro ottico
Negli obiettivi a riflessione si utilizza un tipo di vetro definito ottico, perché risponde ad alcuni requisiti fondamentali, tra cui la facilità di lavorazione, il bassissimo coefficiente di dilatazione termica, e un impasto altamente puro ed omogeneo. Tuttavia, una volta lavorato e formato secondo la figura geometrica adatta (parabola o iperbole, a seconda delle esigenze), sulla superficie del vetro viene depositato un sottilissimo strato di alluminio che lo rende riflettente, tramite un particolare procedimento denominato alluminatura, praticato in camere a vuoto spinto. 
Fino agli anni 1940, il vetro pyrex era tra i materiali più usati, e con questo tipo di vetro è stato costruito il telescopio Hale di Monte Palomar.
Nei successivi anni sessanta e settanta si iniziarono a produrre vetri di qualità ancora più pregiata in cui la componente vetrosa era accompagnata da altri materiali come la ceramica. Inoltre, è stata modificata la fisica costruttiva del vetro, scegliendo sempre più al posto di un monoblocco vetri con struttura interna a nido d'ape al fine di alleggerire e irrobustire il pezzo e rendere minimo il tempo di attesa per la stabilizzazione termica.

## Configurazioni ottiche dei telescopi riflettori
Per configurazione ottica o schema ottico si intende il particolare tipo di percorso che la radiazione luminosa compie in funzione delle superfici riflettenti (sferiche o piane che siano) e rifrangenti che incontra nel suo percorso.
La questione delle configurazioni ottiche riguarda sia i telescopi a rifrazione che i telescopi a riflessione. Nei telescopi a riflessione sono usate svariate configurazioni ottiche, a seconda delle esigenze di osservazione.

### Configurazione newtoniana

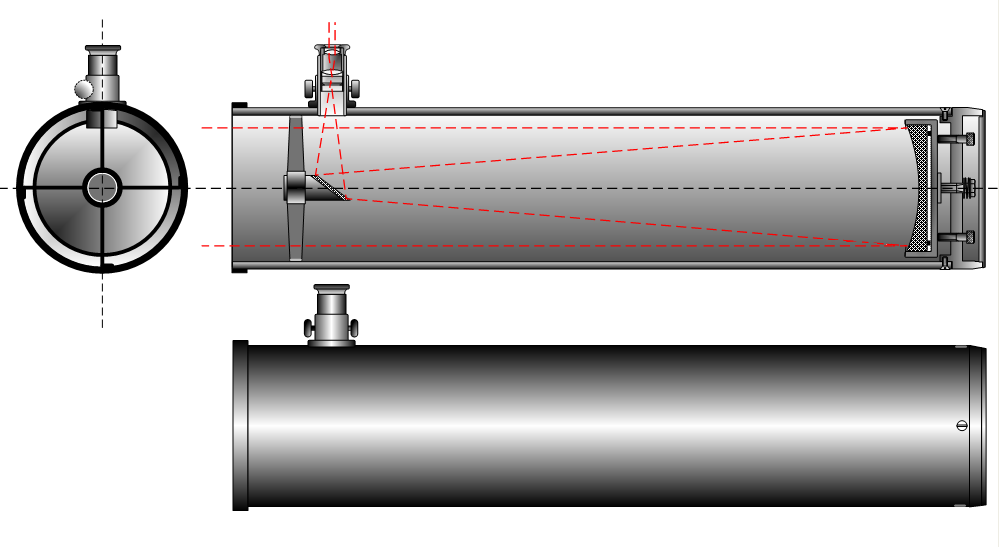
Configurazione Newton

I riflettori newtoniani prendono il nome dall'inventore Isaac Newton. In tale configurazione sono presenti due specchi, uno primario, generalmente a sezione quasi parabolica, e uno secondario piano, inclinato di 45° rispetto all'asse ottico del primario, che devia il flusso di 90°. Lo specchio primario raccoglie la luce proveniente dalla sorgente osservata, mentre lo specchio secondario conduce il piano focale lateralmente rispetto al sistema ottico, rendendolo accessibile all'osservatore. Per ragioni di efficienza, lo specchio secondario deve assumere un contorno ellittico, quasi coincidente con la sezione a 45° del cono ottico riflesso dal primario. 
I telescopi newtoniani possono essere realizzati entro una vasta gamma di rapporti focali, rivelandosi assai pratici in molti campi dell'osservazione.

### Configurazione Cassegrain

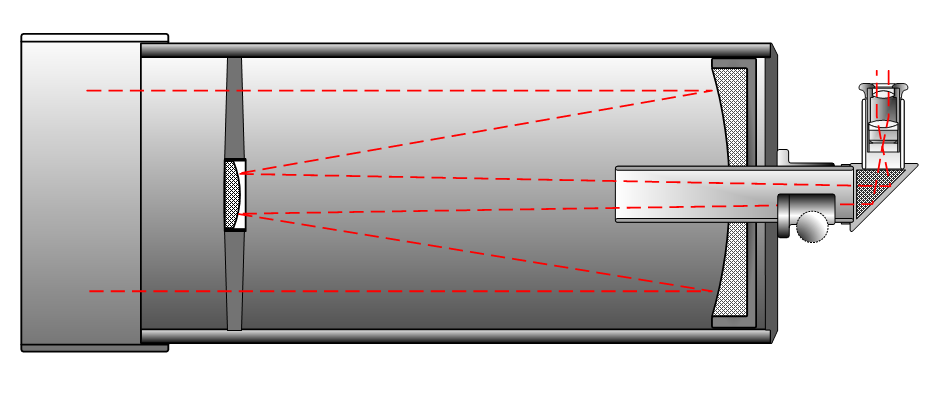
Configurazione Cassegrain

Il telescopio Cassegrain è costituito da due specchi: il primario è concavo a sezione parabolica, e il secondario è convesso a sezione iperbolica. Il primario è centralmente forato, per far passare il riflesso del secondario, il quale aumenta la focale per consentire l'osservazione della sorgente luminosa dietro al primario, tramite un oculare. 
Il percorso luminoso segue in questo caso un doppio tragitto all'interno del tubo ottico, il che consente di avere lughe focali in uno strumento abbastanza compatto.
La maggior parte dei telescopi riflettori opera come un Cassegrain (lunga focale, e un campo visivo più stretto con maggiore ingrandimento) o un newtoniano. Hanno uno specchio primario forato, un fuoco newtoniano, e un braccio meccanico per poter montare differenti specchi secondari.
Una nuova era è stata inaugurata dal MMT, un telescopio ad apertura multipla composta da sei segmenti, che insieme vanno a formare uno specchio virtuale di 4,5 metri di diametro. Il suo esempio è stato seguito dal telescopio Keck, un telescopio segmentato da 10 metri.
La generazione attuale di telescopi in costruzione ha uno specchio primario tra 8 e 10 metri. Gli specchi sono in genere molto sottili e deformabili, e sono tenuti nella loro posizione ottimale da una serie di attuatori (vedi ottica attiva). Grazie a questa tecnologia, stanno nascendo progetti per telescopi del diametro di 30, 50 e addirittura 100 metri.

#### Configurazione Nasmyth

Configurazione Nasmyth

Una variante del Cassegrain è la configurazione Nasmyth. In questo caso alla classica configurazione Cassegrain si aggiunge un terzo specchio (piano), situato lungo l'asse di declinazione strumentale che estrae il fuoco all'interno dell'asse. L'osservazione della sorgente avviene così all'estremità dell'asse di declinazione ove sono collocati gli strumenti di osservazione. In un telescopio Nasmyth non è dunque necessaria la foratura dello specchio primario.

#### Configurazione Ritchey-Chrétien

Configurazione Ritchey-Chrétien

Il Ritchey-Chrétien è un telescopio di tipo aplanatico, esente cioè da aberrazioni sferiche e di coma.
Si tratta di un Cassegrain nel quale entrambi gli specchi hanno una sezione iperbolica. Ha un campo normale utile tra 0,8 e 1,5 gradi.
Richiede una lente detta spianatrice di campo. La tecnica, sofisticata, del Ritchey-Chrétien è oggi assai usata specie in strumenti professionali per aerofotogrammetria e controllo del territorio.
Con questa combinazione ottica sono stati costruiti grandi telescopi come il 150 cm di Loiano (Italia), il 4 metri di Siding Spring (Australia), il Kitt Peak Cerro Tololo (Cile), i due telescopi gemelli Keck da 10 metri (Hawaii).
Il vantaggio di questa architettura ottica è la grande compattezza, il tubo può infatti essere lungo fino alla metà della lunghezza focale. Per andare oltre occorre la configurazione Maksutov.

### Altri telescopi
Per aumentare il potere di risoluzione si sono studiati metodi alternativi:
- Telescopio spaziale: trasportando il telescopio al di fuori dell'atmosfera (come nel caso dell'Hubble Space Telescope) è possibile eliminare i disturbi da questa provocati e poter utilizzare con successo specchi di diametro ridotto (2,4 metri). Il telescopio spaziale Hubble ha ottiche in configurazione Ritchey-Chrétien[1].
- Telescopio a specchi multipli: utilizza più specchi di dimensioni contenute che convogliano la luce ricevuta verso un unico fuoco
- Telescopio a specchi sottili: è il metodo che sta dando maggiori soddisfazioni. Si basa sull'uso di uno specchio di grandi dimensioni molto più sottile di quelli rigidi. In questo modo, lo specchio risulta flessibile e viene sostenuto da attuatori che, mediante l'applicazione di opportune pressioni, lo incurvano fino a raggiungere la forma desiderata. Attualmente, il telescopio giapponese Subaru, con il suo specchio di 8,3 m è tra i più grandi di questa categoria.
- Telescopio con specchi a elementi multipli: ha il pregio di permettere la costruzione di grandi telescopi in tempi brevi ad un costo contenuto. Utilizza una serie di specchi piccoli e sottili montati a fianco a formare un unico grande specchio, come nell'HET, che con 91 specchi esagonali del diametro di 1 m forma un'unica superficie riflettente di 11 m.

Interferometri ottici: è anche possibile utilizzare più telescopi congiuntamente per analizzare in contemporanea la radiazione raccolta da entrambi. Il VLT dell'ESO è il progetto più grandioso già attivo e consta di 4 telescopi con specchio sottile di 8,2 m di diametro che superano, congiuntamente, un teorico specchio di 16 metri.